# Discophora celebensis
Discophora celebensis är en fjärilsart som beskrevs av Holland 1890. Discophora celebensis ingår i släktet Discophora och familjen praktfjärilar. Inga underarter finns listade i Catalogue of Life.